# Kundelungubergen
Kundelungubergen (franska: monts Kundelungu) är en bergskedja i Kongo-Kinshasa. Den ligger i den sydöstra delen av landet, 1 500 km öster om huvudstaden Kinshasa.